# 李翱 (正德舉人)
李翱（15世紀—16世紀），字如風，廣東廣州府番禺縣石壁人，明朝政治人物。

## 生平
李翱的父親在他七歲時客死粵西，由母親黃氏紡織供養，是正德二年（1507年）丁卯科廣東鄉試舉人，授國子監助教，陞興化同知，潔己而愛民，設立廣濟倉，人民都感懷其惠，陞禮部郎中，當時朝中的方獻夫與他是同學，上大禮議疏時打算讓他署名，他卻婉拒，俸滿後外調潯州知府，革除稅廠私利，八個月後因剛直與時不合辭官。

## 引用
1. 1 2  同治《番禺縣志·卷三十九·列傳八》：李翺，字如風，石壁人，七歲父客死粵西，母黃紡績課之讀，正德二年舉於鄉，官國子助教有師範，除福建興化府同知，潔己愛民，設廣濟倉，民懷其惠，課最進禮部郎中，南海方獻夫少與翺同學，上議禮疏欲幷署翺名，翺不允，以俸滿出知潯州，州有稅廠，蒞政者私其利，翺革之，在官八月以剛直忤時歸。 據任志修